# 투팍 잉카 유팡키

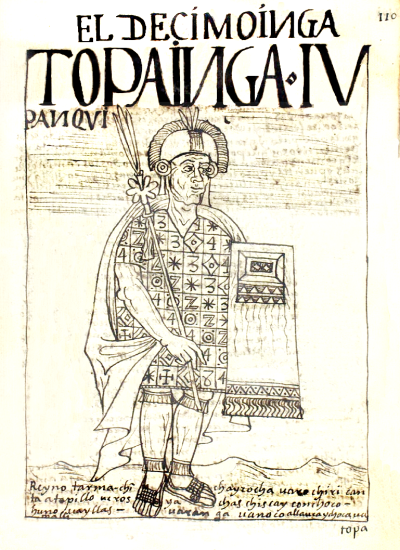
투팍 잉카 유팡키

투팍 잉카 유팡키(스페인어: Túpac Inca Yupanqui)는 잉카 제국의 열 번째 사파 잉카이자 하난 왕조에서 배출한 다섯 번째 황제이다. 그의 아버지는 파차쿠티였고, 그의 아들은 우아이나 카팍이었다. 그의 아내의 이름은 마마 오콜로였다.

## 일생
그의 아버지이자 당시 황제였던 파차쿠티는 1463년에 그를 잉카 군대의 총사령관으로 봉한다.
그는 현재의 에콰도르가 있는 북부 안데스 산맥까지 제국의 영토를 넓혔으며, 이 때 현대 에콰도르의 수도 키토가 그에 의해 만들어졌다. 그는 이 도시에 각별한 애정을 보였으며, 쿠스코의 장인들을 불러 특별히 이 곳에 건물들을 세우게 할 정도였다. 이 당시의 그의 아버지 파차쿠티가 지방 왕국에 불과했던 쿠스코 왕국을 거대한 타완틴수유, 즉 잉카 제국으로 개편했고, 그 업적을 세우는 데 투팍 잉카 유팡키가 큰 공을 세웠다.
1471년에 파차쿠티 황제가 죽자, 그는 아버지의 뒤를 이어 새로운 사파 잉카가 되었다. 그는 1493년까지 재위했는데, 당시 잉카 제국의 가장 큰 적이었던 치모르 왕국을 점령하였고, 페루의 북쪽 해안가까지 제국의 영토를 넓혔다.
그는 타완틴수유의 일부분인 안티수유를 점령했고, 제국 곳곳에 잉카의 법과 세제를 부과했다. 그는 제국에 두 명의 장군-총독을 임명했는데, 한 명은 야우아에, 한 명은 티와나쿠에 봉작하도록 하였다. 그는 또한 쿠스코 근처에 있는 고산에 돌로 된 성채를 세워 후일을 대비했고, 그 곳에 식량, 의복 창고를 세워 군사 기지화하였다.
투팍 잉카 유팡키는 1493년에 2명의 적자와 90여 명의 서자를 남기고 세상을 떠났다. 그는 자연사한 것이 아니라, 그의 여러 아내 중 한 명이 그녀가 낳은 자식으로 하여금 황제의 권좌를 차지하게 하려 하였으나, 황제가 그녀의 뜻을 들어주지 않고 우아이나 카팍을 대신 후계자로 임명하자 그녀가 불만을 품고 독살한 것이다. 나중에 그녀와 그녀가 낳은 모든 자식들은 우아이나 카팍에 의해 죽임을 당한다.

## 태평양 원정

### 전설
투팍 잉카 유팡키는 1480년 즈음에 태평양으로 10달이 넘는 대모험을 떠난 것으로 유명하다. 그는 그가 다녀온 여러 태평양의 군소 섬들을 기록으로 남겼는데, 이 여정은 1572년에 스페인 역사가가 쓴 '잉카의 역사'에 모두 저술되어 있다. 투팍 유팡키의 모험문은 다음과 같다.
"대제국의 해안 도시 툼베즈에 이름모를 상인들이 기이한 배를 타고 도착하였다... 그들은 서쪽 광대한 바다에서 배를 타고 왔다고 한다. 그들은 떠나기 전 그들이 온 곳에 대한 정보를 주고 갔는데, 아바쿰비와 니나쿰비라는 섬으로 구성된 아름다운 제도였다고 하였다. 그 곳은 많은 사람들과 황금이 넘쳐흐르는 곳이라는 소문이 있었다. 이 소문을 전해 들은 투팍 유팡키는 진취적이고 호기심이 많은 사람이었고, 그가 이미 가지고 있는 영토에 만족할 줄을 몰랐다. 그리하여 투팍 유팡키는 또다시 바다 너머의 새로운 땅을 정복하기 긴 여정을 떠났다...."

"위대한 사파 잉카로서, 그는 수많은 전선들을 건조하였고, 20,000명이 넘는 장정들을 데려갔다. 그는 거의 몇 달이 지나서야 황금, 포로, 말의 두개골 등을 들고 잉카 제국으로 돌아왔다. 몇몇은 그가 9달 동안 떠나 있었다고 하기도 하고, 누구는 1년이 넘게 떠나있었다고 하기도 한다. 어쨌거나 확실한 것은 그가 오랫동안 그의 제국을 떠나있었다는 것이고, 대다수의 사람들은 그가 바다에서 죽었다고 생각했다는 것이다...."

### 고고학적 연구
대다수의 고고학자들은 이 여정이 진실인지에 대해 논란이 많다고 한다. 이 기록을 진실이라 믿는 자들은 투팍 유팡키가 정복한 섬이 갈라파고스 제도라는 주장을 펴기도 하고, 또다른 자들은 이스터 섬이라고 하기도 하다. 특히 이스터 섬이 주목받는 이유는, 이스터 섬에 먼 곳에서 온 이방인에 대한 전설이 전해 내려오기 때문이다.

## 같이 보기
- 잉카 문명
- 사파 잉카